# Катран коктебельский
Катра́н коктебе́льский (лат. Crámbe koktebélica) — растение, вид рода Катран семейства Капустные. Включён в Международную Красную книгу МСОП, Красные книги России и Украины.

## Ареал и среда обитания
Произрастает на Украине в Крыму, в России в Краснодарском, Ставропольском краях и Ростовской области.
В 1925 году ботаник С. А. Дзевановский нашел Crambe koktebelica на Тарханкуте, на тот момент вид был известен только в окрестностях Коктебеля, Анапы и Новороссийска.

## Ботаническое описание
Травянистое двух-трёхлетнее растение. Высота от 1,5 до 2,5 метров.
Стебли сильно ветвистые. Черешковые листья, как и стебли, обильно покрыты густыми белыми волосками, в верхней части волоски приобретают голубой оттенок.
Листья лировидные или перисто-рассечённые, доли цельные или округлые. Прикорневая розетка ярка выражена, формируется из крупных листьев, длиной до 30 см и шириной до 20 см, листья черешковые.
Цветки обоеполые, чашечки ярко-золотистые, до 6,5 мм длиной.
Плод — стручок.

## Охрана
Помимо включения в Международную Красную книгу, Красные книги России и Украины, включён в Красные книги следующих субъектов РФ: Республика Калмыкия, Краснодарский край, Ростовская область, Ставропольский край.

## Классификация

### Таксономия[5]
Crambe koktebelica N.Busch, 1908,  Fl. Caucas. Crit. 3(4): 296
Вид Катран коктебельский относится к роду Катран (Crambe) семейства Капустные (Brassicaceae) порядка Капустоцветные (Brassicales). Кладограмма в соответствии с Системой APG IV по состоянию на июнь 2023 года:
|  |                                      |  |                                   |                                   |                     |  | ещё 16 семейств | ещё 16 семейств |                      |  |  |  | еще 37 подтвержденных видов и 1 вид, ожидающий подтверждения |
|  |                                      |  |                                   |                                   |                     |  | ещё 16 семейств | ещё 16 семейств |                      |  |  |  | еще 37 подтвержденных видов и 1 вид, ожидающий подтверждения |
|  |                                      |  |                                   | порядок Капустоцветные            |                     |  |                 |                 | род Катран           |  |  |  |                                                              |
|  |                                      |  |                                   | порядок Капустоцветные            |                     |  |                 |                 | род Катран           |  |  |  |                                                              |
|  | отдел Цветковые, или Покрытосеменные |  |                                   |                                   | семейство Капустные |  |                 |                 | Катран коктебельский |  |  |  |                                                              |
|  | отдел Цветковые, или Покрытосеменные |  |                                   |                                   | семейство Капустные |  |                 |                 |                      |  |  |  |                                                              |
|  |                                      |  | ещё 63 порядка цветковых растений | ещё 63 порядка цветковых растений |                     |  |                 | ещё 354 рода    | ещё 354 рода         |  |  |  |                                                              |
|  |                                      |  |                                   | ещё 63 порядка цветковых растений |                     |  |                 |                 | ещё 354 рода         |  |  |  |                                                              |

### Синонимы
- Crambe juncea var. koktebelica Junge
- Crambe mitridatis  Juz.
- Crambe orientalis var. koktebalica (Junge) O.E.Schulz
- Crambe orientalis var. mitridatis (Juz.) Kotov